# جامعة كريمنشوك الوطنية باسم ميخايلو أوستروجرادسكي
جامعة كريمنشوك الوطنية باسم ميخايلو أوستروجرادسكي مؤسسة تعليم عالي أوكرانية، (بالأوكرانية: Кременчу́цький націона́льний університе́т ім. Михайла Остроградського) هي جامعة تقع في بولتافا، أوكرانيا. تأسست هذه الجامعة في سنة 1921